# Cmentarz żydowski w Wodzisławiu Śląskim
Cmentarz żydowski w Wodzisławiu Śląskim – nieistniejący obecnie cmentarz żydowski (kirkut), który został założony w 1814 r. na wzgórzu nazywanym Żydowiną.
Nekropolia została zdewastowana przez niemieckich nazistów w czasie II wojny światowej – obecnie na jego miejscu znajduje się cmentarz żołnierzy radzieckich. Okoliczni mieszkańcy nazywają to miejsce Żydowiną, co stanowi nawiązanie do faktu istnienia cmentarza.

## Literatura
- S. Kulpa, Wodzisław Śląski. Obrazy z przeszłości, Wodzisław Śląski 2019.